# العلاقات الأرجنتينية الكرواتية
العلاقات الأرجنتينية الكرواتية هي العلاقات الثنائية التي تجمع بين الأرجنتين وكرواتيا.

## مقارنة بين البلدين
هذه مقارنة عامة ومرجعية للدولتين:
| وجه المقارنة                                              | الأرجنتين                                               | كرواتيا                                                  |
| --------------------------------------------------------- | ------------------------------------------------------- | -------------------------------------------------------- |
| المساحة (كم2)                                             | 2.78 مليون                                              | 56.59 ألف                                                |
| عدد السكان (نسمة)                                         | 44.27 مليون                                             | 4.11 مليون                                               |
| الكثافة السكانية (ن./كم²)                                 | 15.92                                                   | 72.63                                                    |
| العاصمة                                                   | بوينس آيرس                                              | زغرب                                                     |
| اللغة الرسمية                                             | اللغة الإسبانية                                         | اللغة الكرواتية                                          |
| العملة                                                    | البيزو الأرجنتيني 1983 ‏، بيزو أرجنتيني، أسترال أرجنتيني | كونا كرواتية                                             |
| الناتج المحلي الإجمالي (بليون دولار)                      | 637.59 مليار                                            | 54.85 مليار                                              |
| الناتج المحلي الإجمالي (تعادل القوة الشرائية) بليون دولار | 883.02 مليار                                            | 94.64 مليار                                              |
| الناتج المحلي الإجمالي الاسمي للفرد دولار أمريكي          | 13.43 ألف                                               | 11.54 ألف                                                |
| الناتج المحلي الإجمالي للفرد دولار أمريكي                 |                                                         | 21.64 ألف                                                |
| مؤشر التنمية البشرية                                      | 0.827                                                   | 0.818                                                    |
| رمز المكالمات الدولي                                      | +54                                                     | +385                                                     |
| رمز الإنترنت                                              | .ar                                                     | .hr                                                      |
| المنطقة الزمنية                                           | 00                                                      | توقيت وسط أوروبا، ت ع م+01:00، ت ع م+02:00، أوروبا/زغرب ‏ |

## مدن متوأمة
في ما يلي قائمة باتفاقيات التوأمة بين مدن أرجنتينية وكرواتية:
- ترتبط بوينس آيرس مع زغرب باتفاقية توأمة منذ 19 مايو 1994.

## منظمات دولية مشتركة
يشترك البلدان في عضوية مجموعة من المنظمات الدولية، منها:
| علم المنظمة | اسم المنظمة                               | تاريخ انضمام الأرجنتين | تاريخ انضمام كرواتيا |
| ----------- | ----------------------------------------- | ---------------------- | -------------------- |
|             | المنظمة الهيدروغرافية الدولية             | ?                      | ?                    |
|             | منظمة الشرطة الجنائية الدولية             | ?                      | ?                    |
|             | الاتحاد البريدي العالمي                   | ?                      | ?                    |
|             | منظمة التجارة العالمية                    | ?                      | ?                    |
|             | الفريق المعني برصد الأرض                  | ?                      | ?                    |
|             | مجموعة الموردين النوويين                  | ?                      | ?                    |
|             | مؤسسة التنمية الدولية                     | 3 أغسطس 1962           | 25 فبراير 1993       |
|             | مؤسسة التمويل الدولية                     | 13 أكتوبر 1959         | 25 فبراير 1993       |
|             | منظمة حظر الأسلحة الكيميائية              | ?                      | ?                    |
|             | الأمم المتحدة                             | 24 أكتوبر 1945         | 22 مايو 1992         |
|             | الاتحاد الدولي للاتصالات                  | 1889                   | 3 يونيو 1992         |
|             | البنك الدولي للإنشاء والتعمير             | 20 سبتمبر 1956         | 25 فبراير 1993       |
|             | مجموعة أستراليا                           | 1993                   | 2007                 |
|             | المركز الدولي لتسوية المنازعات الاستشارية | 18 نوفمبر 1994         | 22 أكتوبر 1998       |
|             | وكالة ضمان الاستثمار متعدد الأطراف        | 11 فبراير 1992         | 19 مارس 1993         |
|             | يونسكو                                    | 15 سبتمبر 1948         | 1 يونيو 1992         |

## أعلام
هذه قائمة لبعض الشخصيات التي تربطها علاقات بالبلدين:
- انطونيو محمد (مدرب، ولاعب كرة قدم أرجنتيني، 2 أبريل 1970[22] – )
- بابلو عبد الله (لاعب كرة قدم أرجنتيني، 6 مايو 1972 – )
- خافيير فرانا (لاعب كرة مضرب أرجنتيني، 25 ديسمبر 1966 – )
- داريو سفيتانيتش (لاعب كرة قدم أرجنتيني، 16 مايو 1984 – )
- دانيال أورسانيك (لاعب كرة مضرب أرجنتيني، 11 يونيو 1968 – )
- سانتياغو جينتيليتي (لاعب كرة قدم أرجنتيني، 9 يناير 1985 – )
- ساندرا ميهانوفيتش (مغنية أرجنتينية، 24 أبريل 1957 – )
- فيديريكو راسيك (لاعب كرة قدم أرجنتيني، 24 مارس 1992[23] – )
- ليوناردو بيسكوليتشي (لاعب كرة قدم أرجنتيني، 18 يناير 1984 – )
- ماريانو أوجليسيش (لاعب كرة قدم أرجنتيني، 6 نوفمبر 1981 – )
- ماكسيميليانو ستانيك (لاعب كرة سلة أرجنتيني، 2 ديسمبر 1978 – )
- نيستور كيرشنير (رئيس سابق في الأرجنتين، 25 فبراير 1950[24][25] – 27 أكتوبر 2010[24][25])
- هوغو مارادونا (لاعب كرة قدم أرجنتيني، 9 مايو 1969 – )

## وصلات خارجية
- موقع وزارة الخارجية الأرجنتينية
- موقع وزارة الخارجية الكرواتية